# Palmira Puig i Ximénez
Palmira Puig i Ximénez (Tàrrega, 13 de març de 1912 - Barcelona, 27 de setembre de 1979) va ser una fotògrafa catalana.
La seua obra artística en blanc i negre, caracteritzada per l'esperit humanista i l'estil expressiu, la va portar a fotografiar comunitats de São Paulo i els seus habitants en la dècada del 1970, una obra pionera en la qual va captar no sols les seves difícils condicions de vida, sinó també la seva dignitat i bellesa. L'estètica que la caracteritza sovint té en compte les persones en les seues fotografies, les incorpora sense fer-les posar i procura captar l'instant natural.

## Trajectòria
Nascuda en una família benestant de forta tradició cultural i intel·lectual republicana, era filla de Gaietà Puig Piqué i Antònia Ximénez Oliva, i era la setena de vuit germans. Durant la Guerra Civil espanyola la seva casa familiar va ser confiscada i saquejada pels soldats franquistes i la seva biblioteca llançada per la finestra. Durant la guerra, Puig es va implicar en la lluita contra el feixisme a través del Grup Femení d'Unió Republicana de Tàrrega, del qual n'era fundadora, que havia donat suport actiu al Front Popular.
Més endavant s'instal·là a Barcelona, on va treballar a la Junta Local de Defensa Passiva de la mà del seu cunyat Ricard Tayà, un òrgan creat el 1937 per l'ajuntament de la capital, per ordre de la Generalitat republicana, encarregat de la construcció i organització dels refugis antiaeris de la ciutat. Hi visqué fins al 1943, quan va embarcar en vaixell des de Sestao cap a Bogotà per a reunir-se amb el seu espòs, el també fotògraf Marcel Giró (1912-2011), amb qui s'havia casat per poders un any abans. Des de llavors, les seves vides van transcórrer en paral·lel. Després d’un temps a Colòmbia finalment es van traslladar al Brasil, un país que aleshores estava en plena efervescència econòmica, havia acollit molts exiliats europeus i on els va semblar que hi tindrien més oportunitats. Allà Giró va intentar progressar en el sector del tèxtil, encara que aviat la parella es va decantar cap a la fotografia com a sortida professional.
Ambdós es van exiliar des del 1948 i durant tres dècades a São Paulo, ciutat brasilera on van obrir l'Estúdio Giró, un destacat estudi de fotografia publicitària, i van formar part del Foto Cine Clube Bandeirante, focus de l'anomenada «escola paulista», caracteritzada per l'interès per la composició geomètrica i els contrastos de llum provocats per les ombres, i de l'avantguarda fotogràfica brasilera durant la dècada del 1950.

## Llegat
El 2018, la galerista Rocío Santa Cruz, amb la col·laboració del nebot de l'artista, Toni Ricart Giró, va ser la primera que va organitzar una retrospectiva seua a Europa: va exposar material original tant de Marcel Giró com de Palmira Puig a la fira Paris Photo, fet que va significar el punt d'inflexió de la cotització de la fotògrafa al mercat internacional. Des d'aleshores la seua obra ha despertat l'interès de col·leccionistes i museus d'arreu del món com el Museu d'Art de São Paulo o el Museu d'Art Modern de Nova York.
L'any 2022, la Diputació de Lleida va adquirir nou imatges dels anys 1950 de la fotògrafa ponentina Palmira Puig, de la seua època al Brasil, i en va cedir sis al MORERA. Museu d'Art Modern i Contemporani de Lleida i tres al Museu Comarcal de l'Urgell de Tàrrega.